# Ленинский район (Минск)
Ленинский район (бел. Ленінскі раён) — один из административных районов Минска.

## История
Ленинский район образован в 1951 году, назван в честь В. И. Ленина, в современных границах с 1977 года.
До революции на территории района находилась рабочая окраина Ляховка. В 1917 году в здании Минского городского театра (ныне Национальный академический театр имени Янки Купалы) проходил Второй съезд армий Западного фронта, в феврале 1919 года — Первый Всебелорусский съезд Советов. В здании по улице Подгорной (ныне ул. Карла Маркса) в марте 1917 г. была организована народная милиция Минска во главе с М. В. Фрунзе.

## Население
| Численность населения (по годам) | Численность населения (по годам) | Численность населения (по годам) | Численность населения (по годам) | Численность населения (по годам) | Численность населения (по годам) | Численность населения (по годам) | Численность населения (по годам) | Численность населения (по годам) | Численность населения (по годам) |
| 1996                             | 2000                             | 2001                             | 2002                             | 2003                             | 2004                             | 2005                             | 2006                             | 2007                             | 2008                             |
| -------------------------------- | -------------------------------- | -------------------------------- | -------------------------------- | -------------------------------- | -------------------------------- | -------------------------------- | -------------------------------- | -------------------------------- | -------------------------------- |
| 182 000                          | ↘ 180 069                        | ↗ 180 515                        | ↗ 182 179                        | ↗ 187 983                        | ↗ 192 049                        | ↗ 196 413                        | ↗ 200 111                        | ↗ 203 781                        | ↗ 207 976                        |
| 2009                             | 2010                             | 2011                             | 2012                             | 2013                             | 2014                             | 2015                             | 2016                             | 2017                             | 2018                             |
| ↗ 213 057                        | ↗ 216 400                        | ↗ 216 690                        | ↘ 216 401                        | ↘ 215 015                        | ↗ 215 868                        | ↗ 217 140                        | ↗ 218 214                        | ↗ 218 892                        | ↘ 218 730                        |
| 2019                             |                                  |                                  |                                  |                                  |                                  |                                  |                                  |                                  |                                  |
| ↗ 219 149                        |                                  |                                  |                                  |                                  |                                  |                                  |                                  |                                  |                                  |

| Национальный состав по переписи 2009 года | Национальный состав по переписи 2009 года | Национальный состав по переписи 2009 года | Национальный состав по переписи 2009 года | Национальный состав по переписи 2009 года | Национальный состав по переписи 2009 года | Национальный состав по переписи 2009 года | Национальный состав по переписи 2009 года | Национальный состав по переписи 2009 года | Национальный состав по переписи 2009 года | Национальный состав по переписи 2009 года |
| всего (2009)                              | белорусы                                  | белорусы                                  | русские                                   | русские                                   | поляки                                    | поляки                                    | украинцы                                  | украинцы                                  | евреи                                     | евреи                                     |
| ----------------------------------------- | ----------------------------------------- | ----------------------------------------- | ----------------------------------------- | ----------------------------------------- | ----------------------------------------- | ----------------------------------------- | ----------------------------------------- | ----------------------------------------- | ----------------------------------------- | ----------------------------------------- |
| 215 151                                   | 177 402                                   | 82,45 %                                   | 18 679                                    | 8,68 %                                    | 1615                                      | 0,75 %                                    | 2833                                      | 1,32 %                                    | 514                                       | 0,24 %                                    |

## География

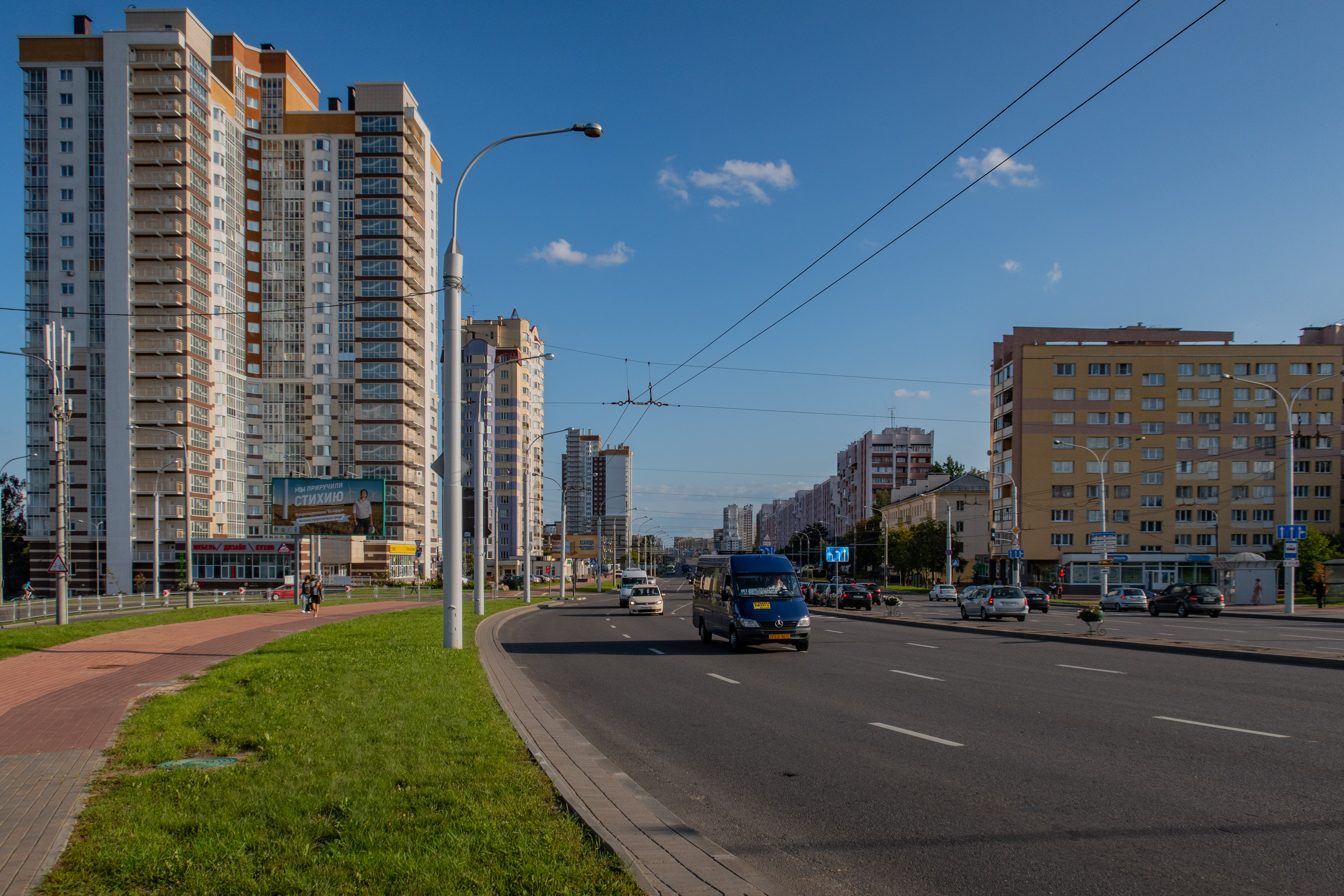
Улица Маяковского — главная магистраль района

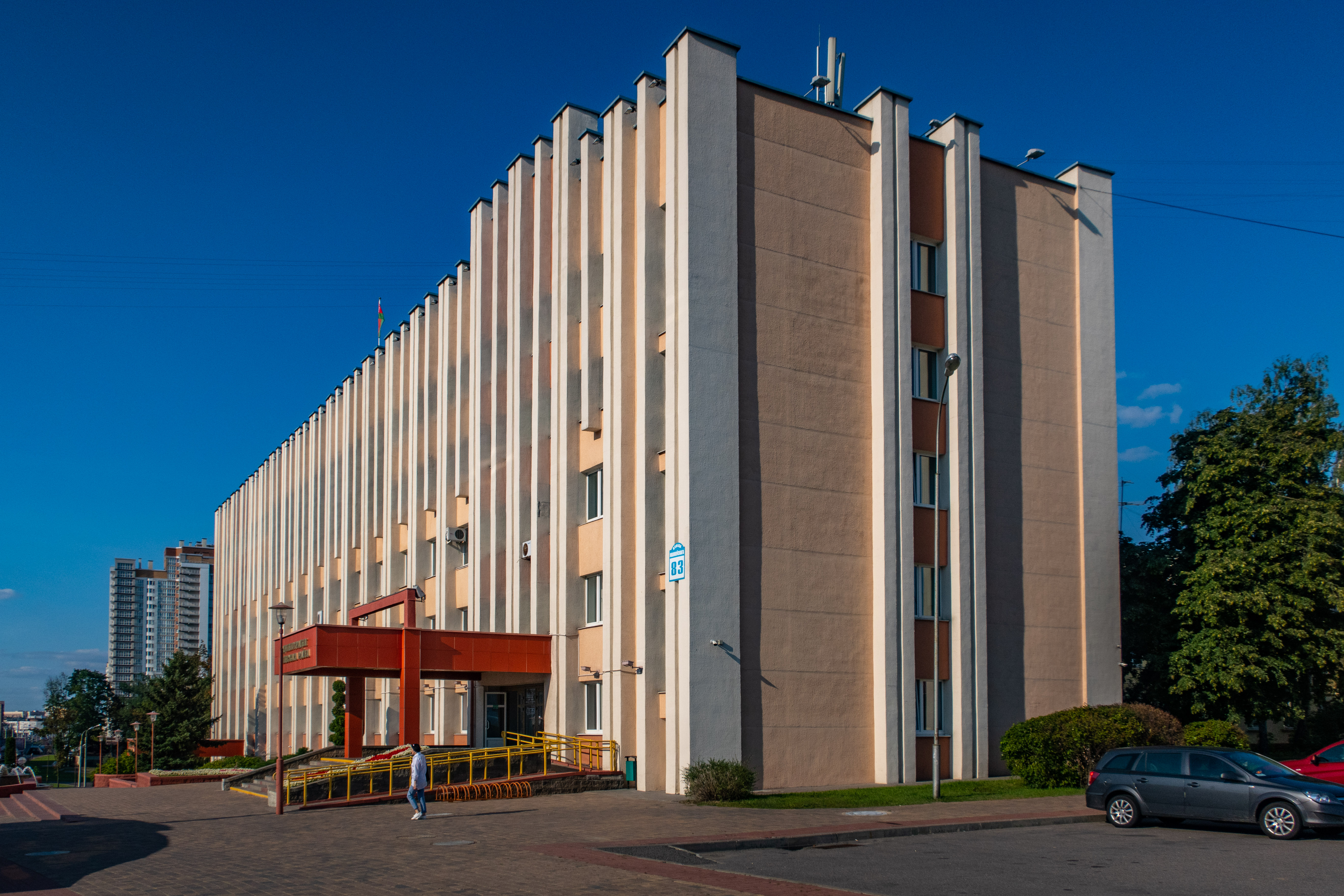
Администрация района

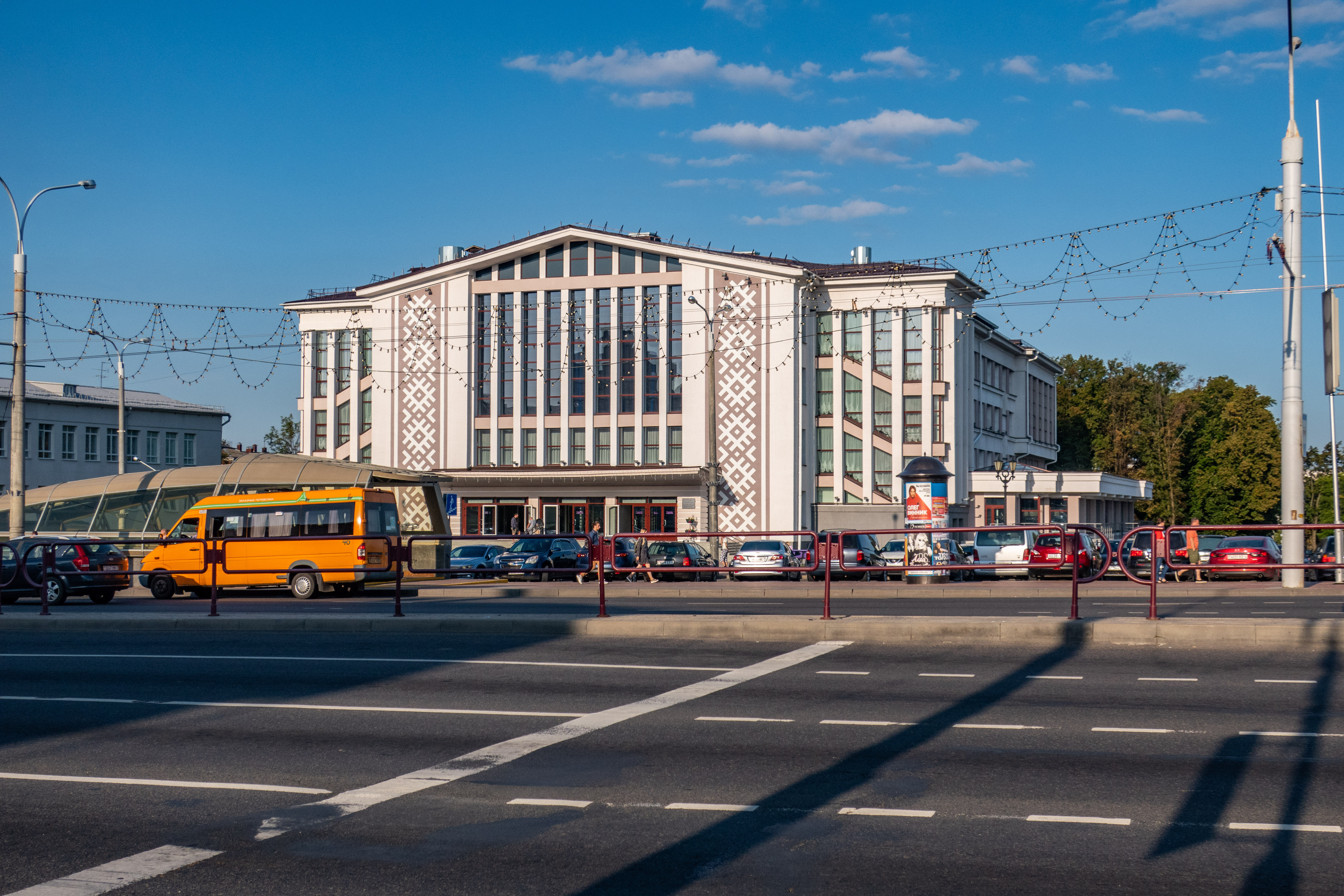
Городской дворец культуры (бывший ДК камвольного комбината)

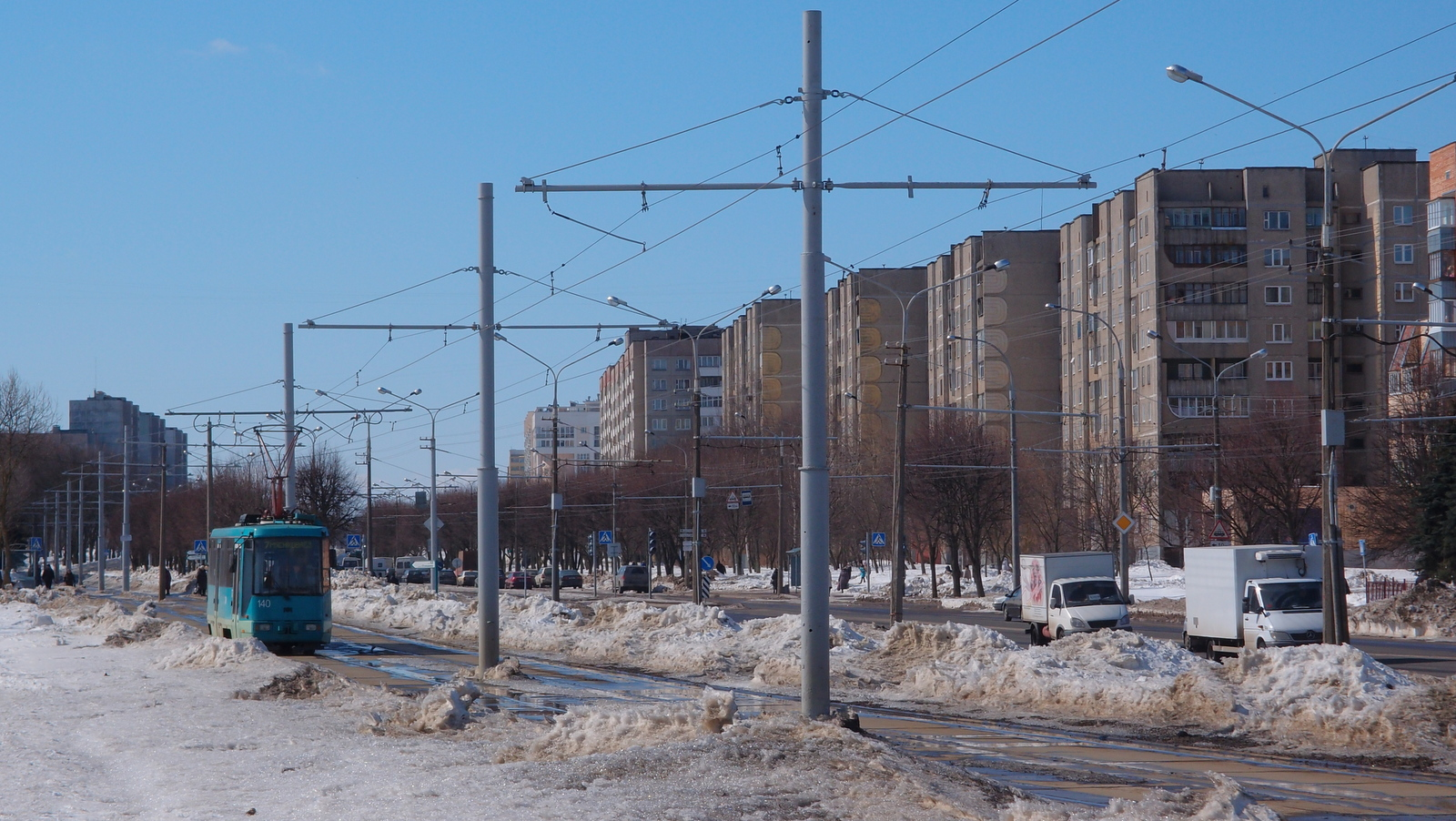
Микрорайон Серебрянка

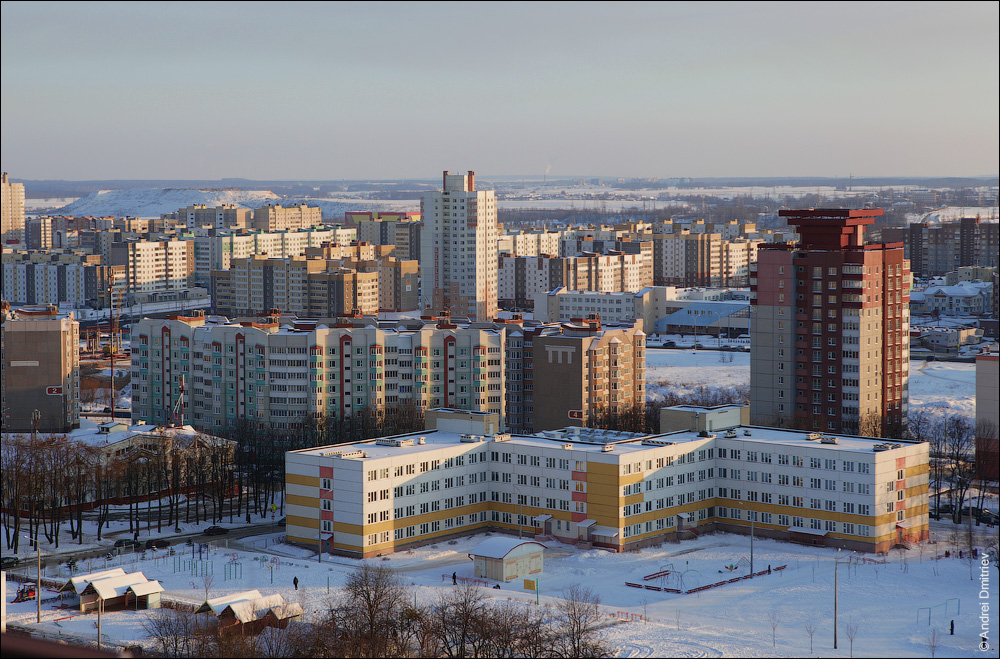
Микрорайон Лошица

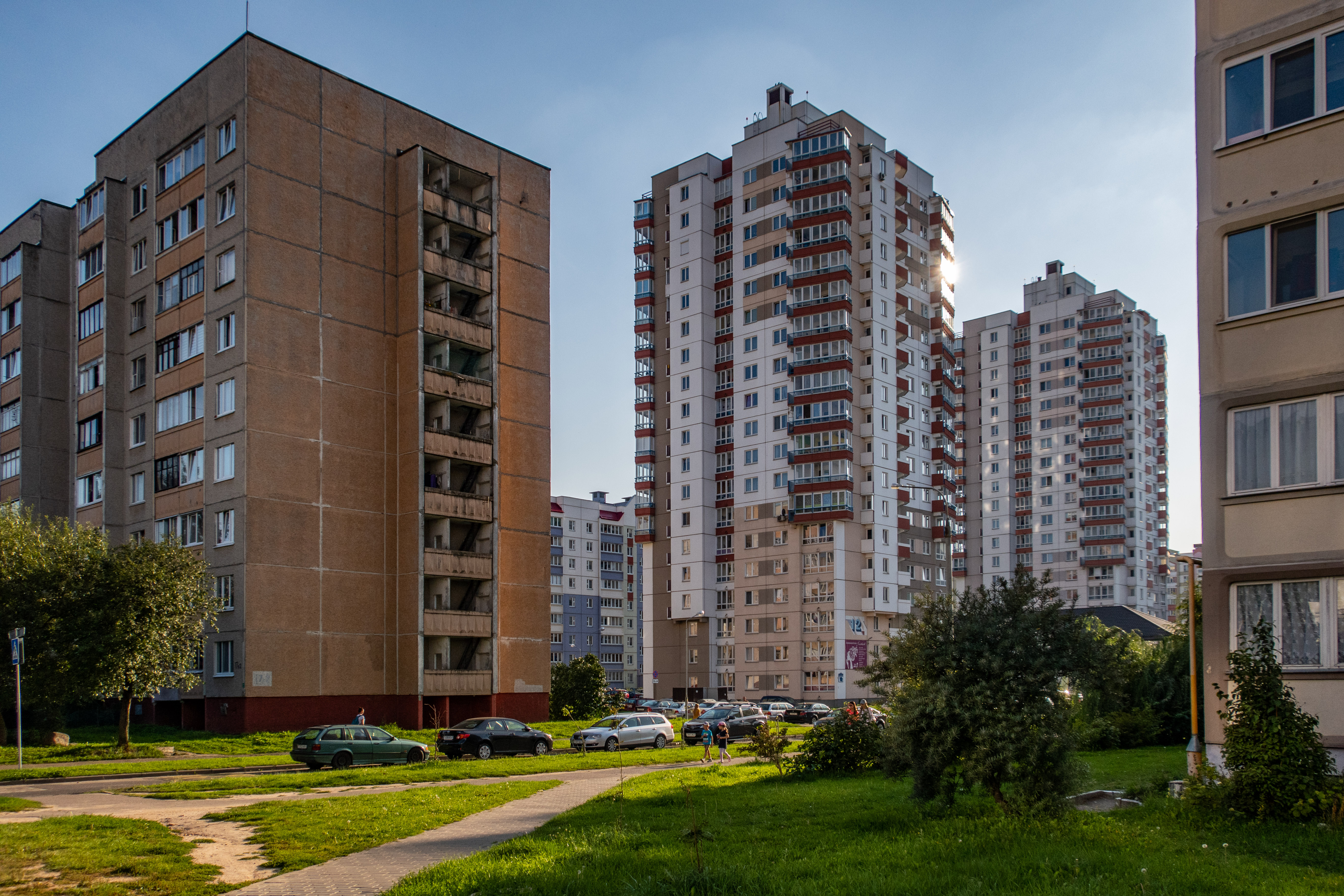
Козырево

Расположен по обеим сторонам реки Свислочь, от проспекта Независимости на юг к Минской кольцевой автомобильной дороге.
Площадь 1887 га, в том числе 202,3 га зелёных насаждений, 93 га водной поверхности.

### Границы района
Граница района проходит по реке Свислочь, Чижовскому водохранилищу, Слепянской водной системе, железной дороге, Минской кольцевой автодороге и улицам:
- Олега Кошевого
- Смоленской
- Первомайской
- Янки Купалы
- Свердлова
- проспекту Независимости
- Партизанскому проспекту

### Магистрали
Основные:
- проспект Независимости
- улица Маяковского
- Минская кольцевая автомобильная дорога

### Жилые районы
В состав района входят:
- Серебрянка
- Лошица

### Парки и скверы
- Лошицкий усадебно-парковый комплекс
- Парк 40-летия Великого Октября
- Парк имени Надежды Грековой
- Антоновский парк
- Сквер имени Омара Хайяма
- Александровский сквер
- Ляховский сквер

## Органы управления

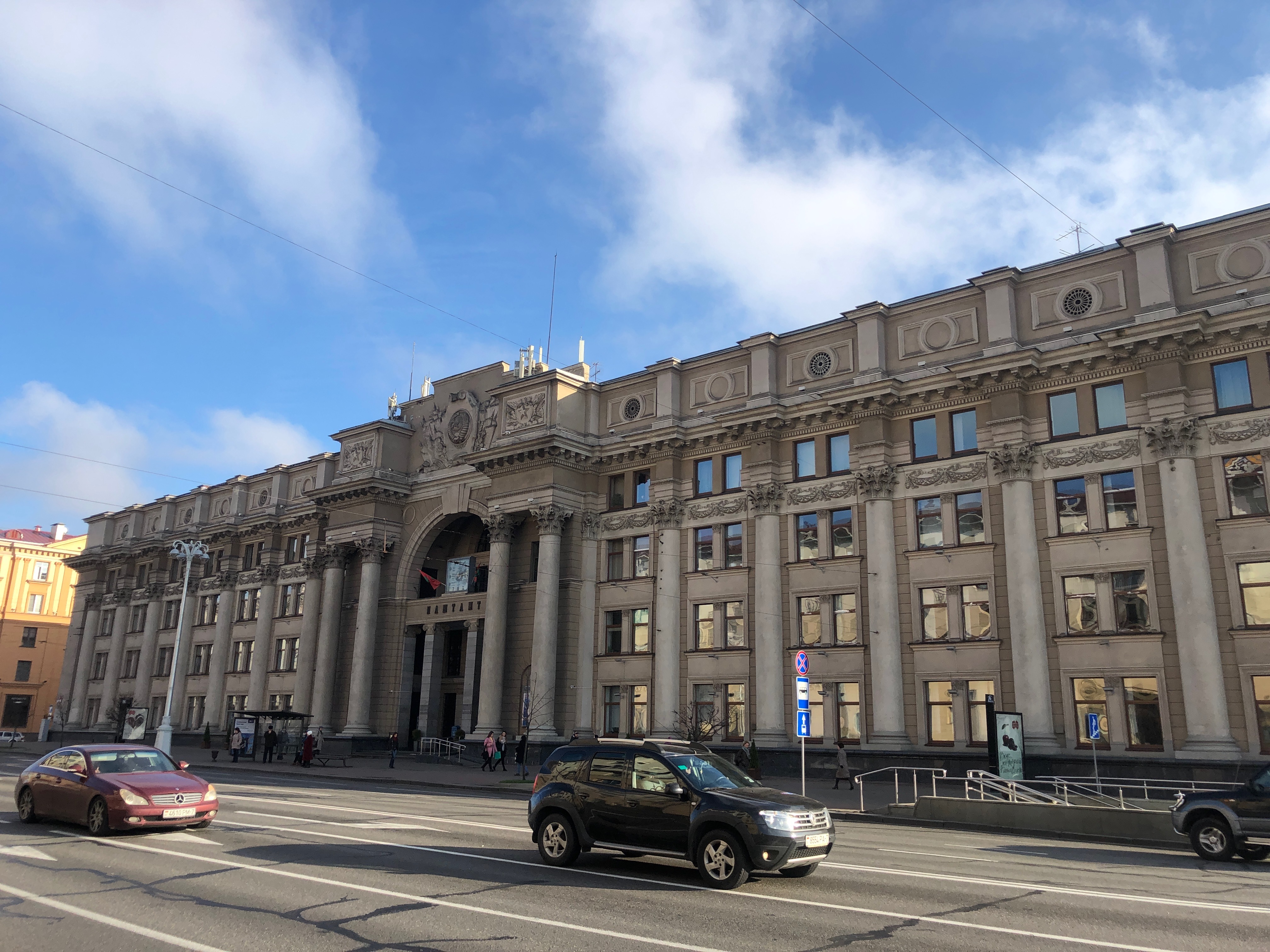
Главпочтампт

На территории Ленинского находятся:
- Администрация Ленинского района
- Резиденция Президента Республики Беларусь
- Девять министерств (в том числе — Министерство иностранных дел, Министерство промышленности)
- Ряд других органов государственного управления (в том числе — Конституционный Суд)
- Исполком СНГ
- Восемь иностранных посольств

## Учебные заведения
Система образования Ленинского района представлена 88 учреждениями образования, из них четыре — высшие, два — средние специальные учебные заведения (обучается свыше девятнадцати тысяч студентов), двадцать семь — общего среднего образования, сорок восемь учреждений дошкольного образования.
- Вузы:
  - Белорусский государственный университет:
    - факультеты:
      - исторический,
      - филологический,
      - экономический,
      - военный,

    - Институт бизнеса и менеджмента технологий,
    - Лицей,
    - общежития,
    - спорткомплекс,

  - Белорусский государственный технологический университет
- Школы:
  - средние школы,
  - Начальная школа № 29,
  - Минская школа кино,
- Центр дополнительного образования детей и молодёжи «Маяк».

## Культура

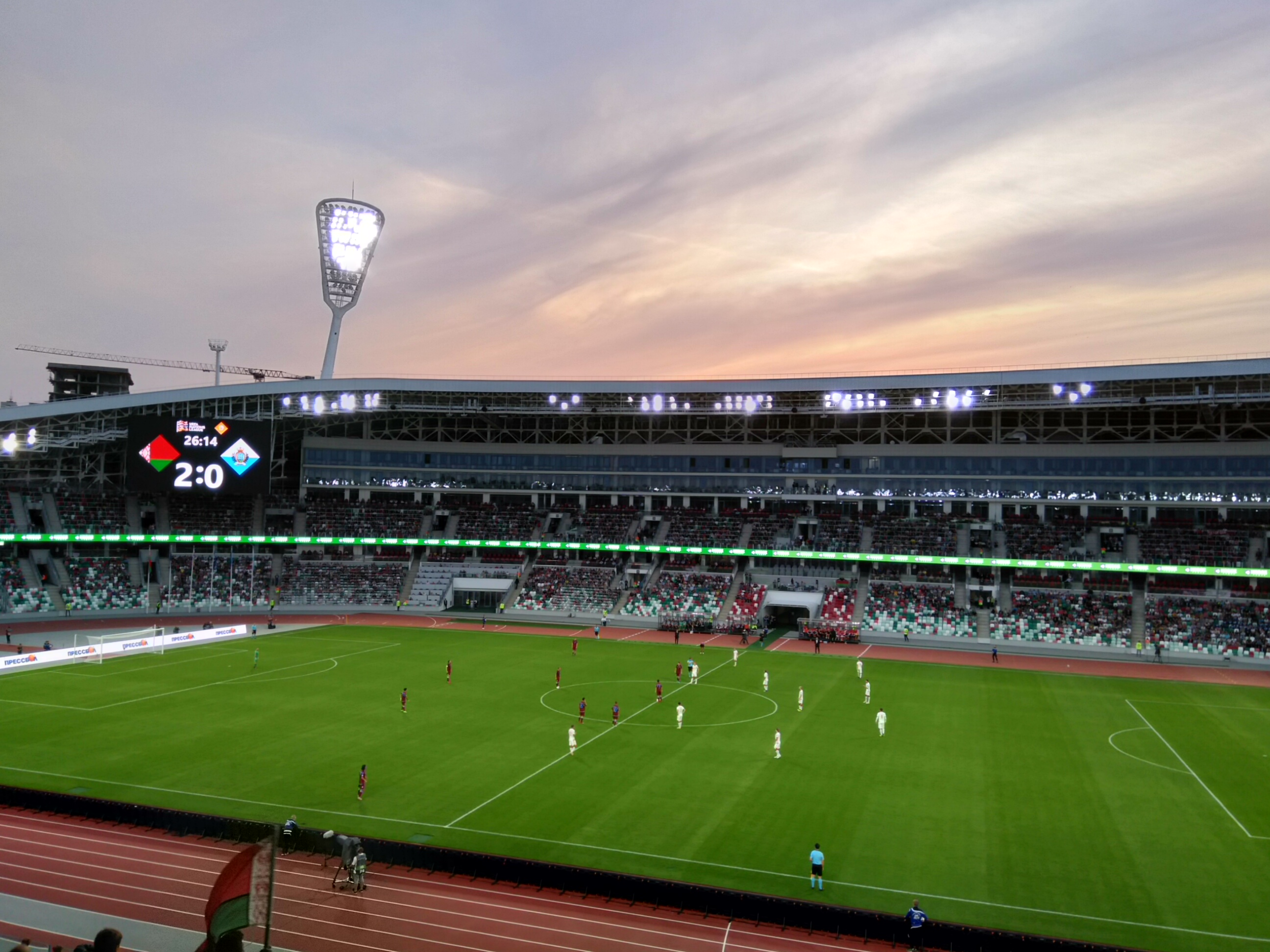
Стадион «Динамо»

В границах района расположены: 4 музея республиканского значения, 4 театра республиканского значения, 3 кинотеатра, 6 библиотек, 2 детские музыкальные и 2 художественные школы. В районе расположено 122 материальных недвижимых историко-культурных ценностей, внесенных в Государственный список историко-культурных ценностей Республики Беларусь. Население района в большинстве является приверженцами православного христианства. Всего на территории района действует 11 религиозных общин.
Культурные объекты:
- Концертный зал «Минск»
- Дом офицеров
- Усадебно-парковый комплекс «Лошица»

### Театры
- Национальный академический театр имени Янки Купалы
- Государственный театр кукол Республики Беларусь
- Белорусский республиканский театр юного зрителя
- Драматический театр Белорусской армии
- Современный художественный театр

### Музеи
- Государственный литературный музей Петруся Бровки
- Национальный художественный музей Республики Беларусь
- Национальный исторический музей Республики Беларусь
- Государственный музей природы и экологии Республики Беларусь
- Музей связи РУП «Белтелеком»

### Памятники
- Памятник Сергею Мироновичу Кирову
- Памятник Ф. Э. Дзержинскому (1954)
- Памятник С. И. Грицевцу (1955)
- Памятник юным подпольщикам братьям Сенько (1973)
- Танк

### Скульптуры
- Мальчик с лебедем

### Парки и скверы
- Александровский сквер
- Антоновский парк
- Парк имени Надежды Грековой
- Лошицкий парк
- Парк 40-летия Октября

## Предприятия

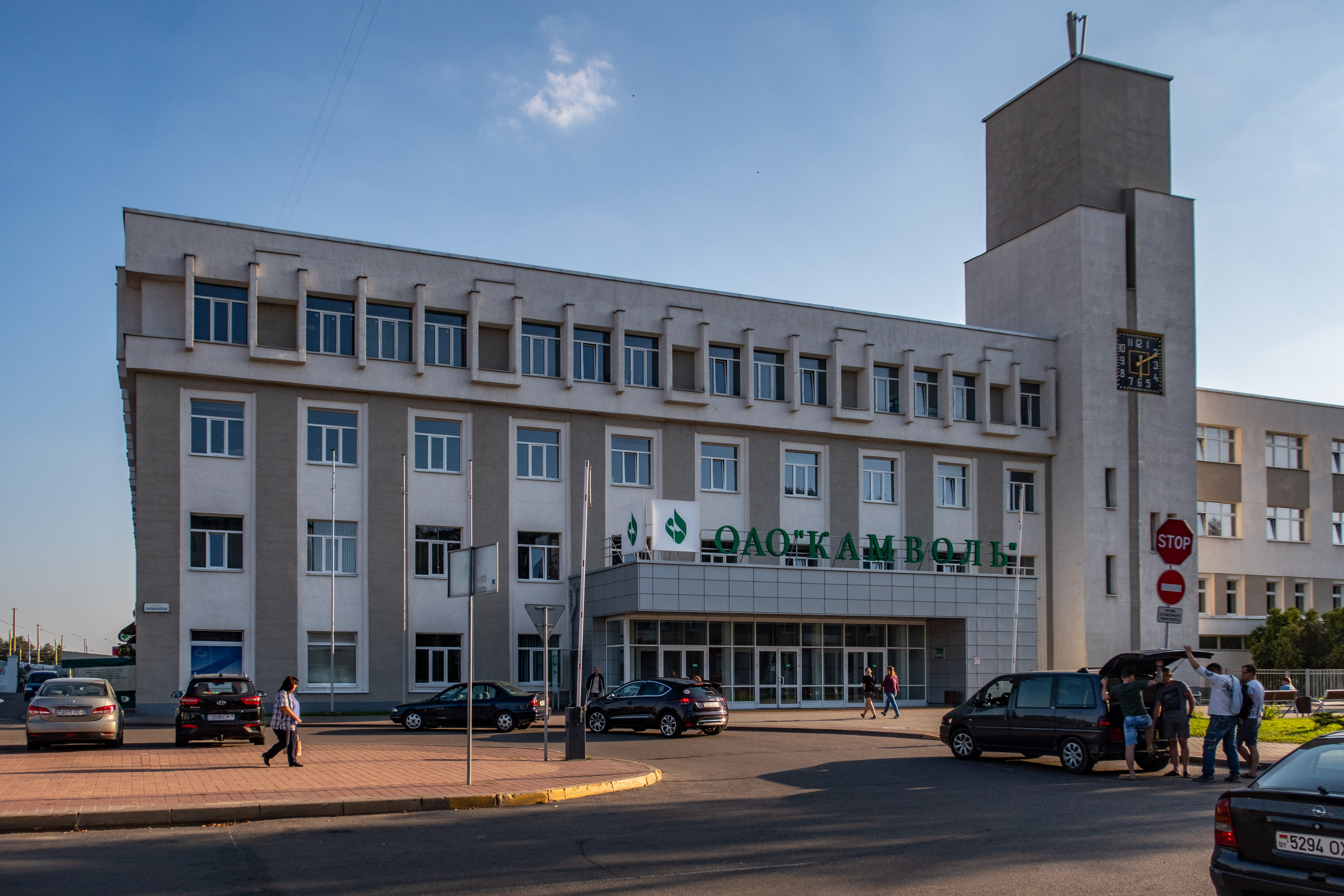
Минский камвольный комбинат (ОАО «Камволь»)

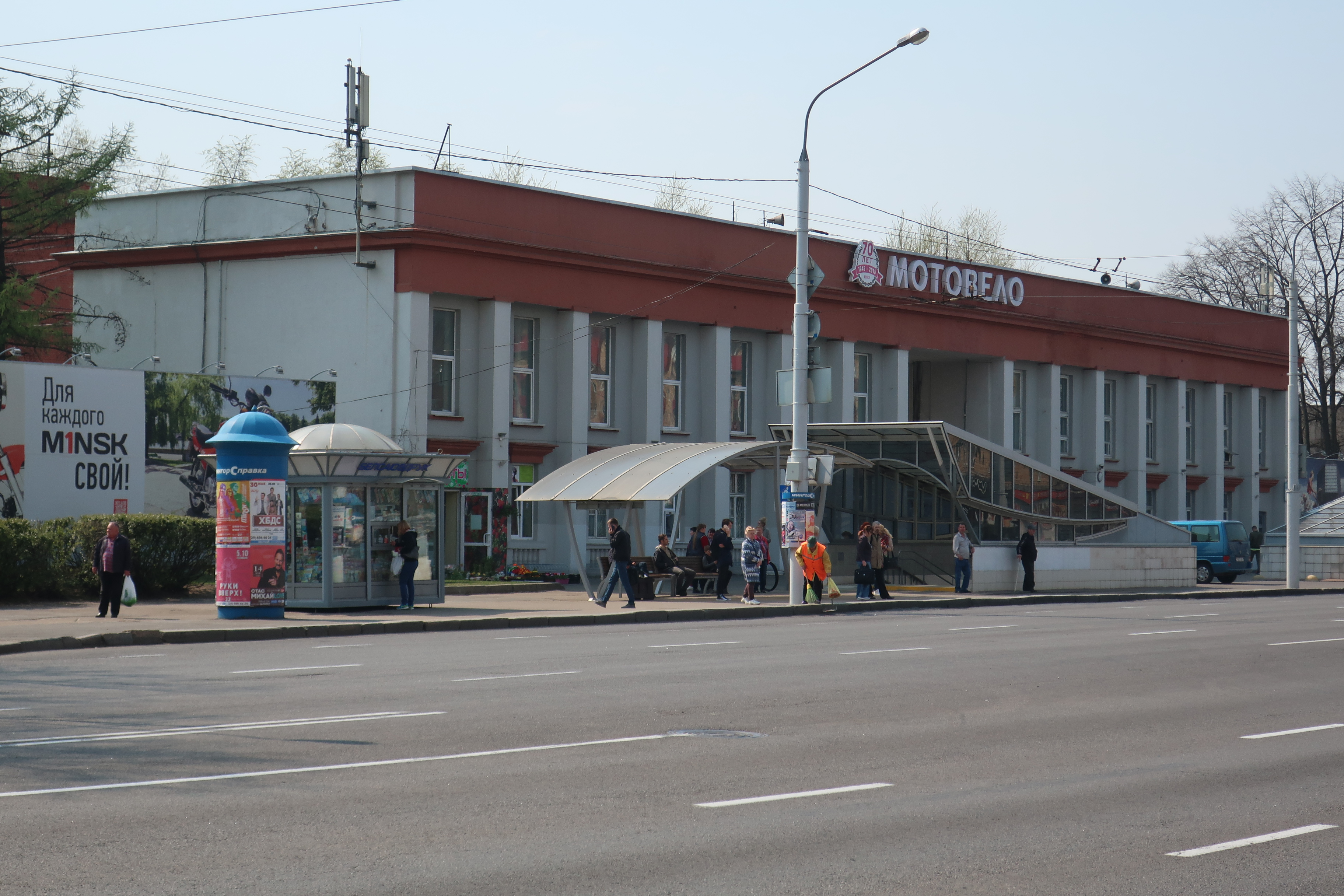
Минский мотовелозавод

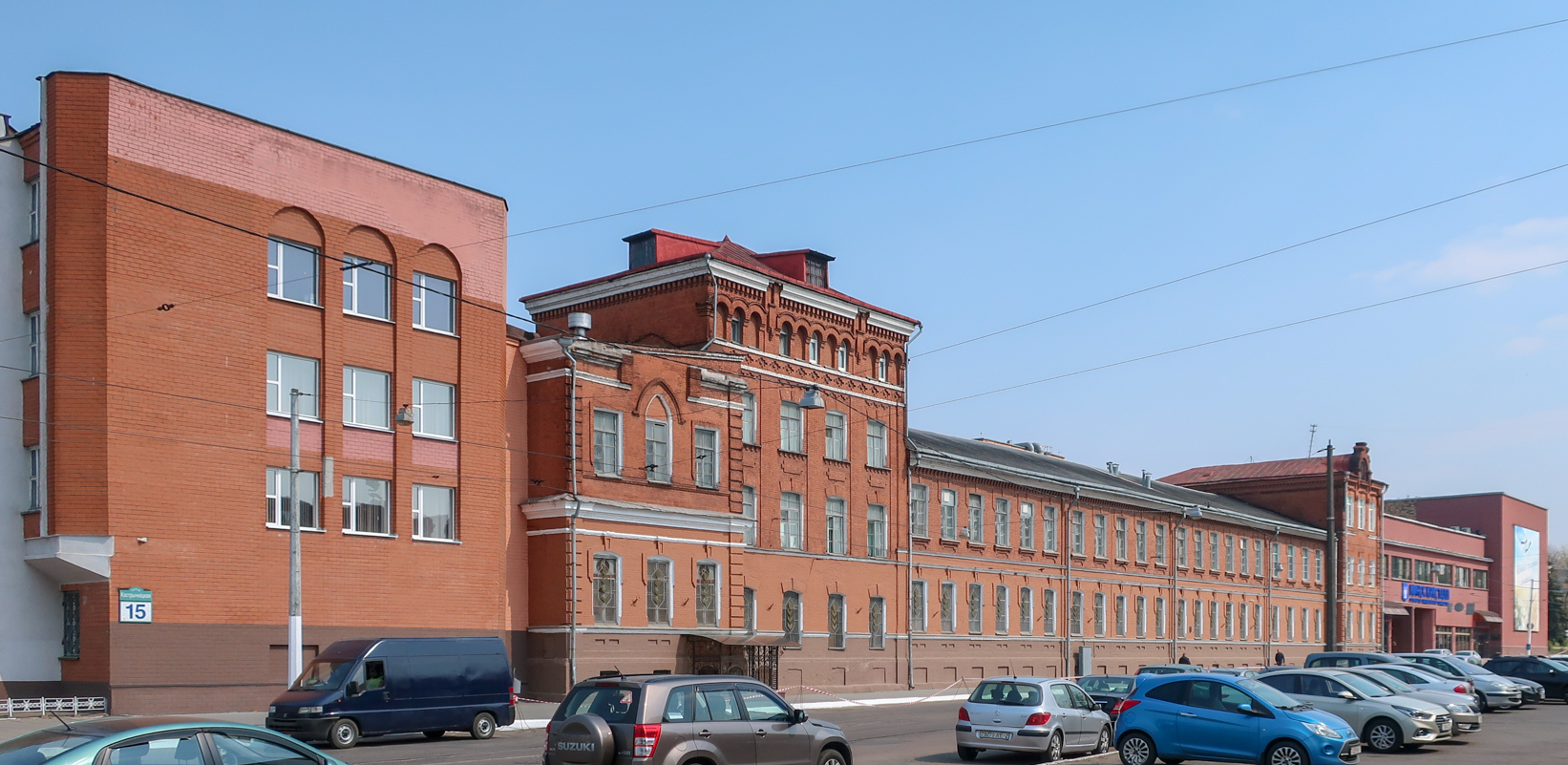
Ликёро-водочный завод «Минск Кристалл»

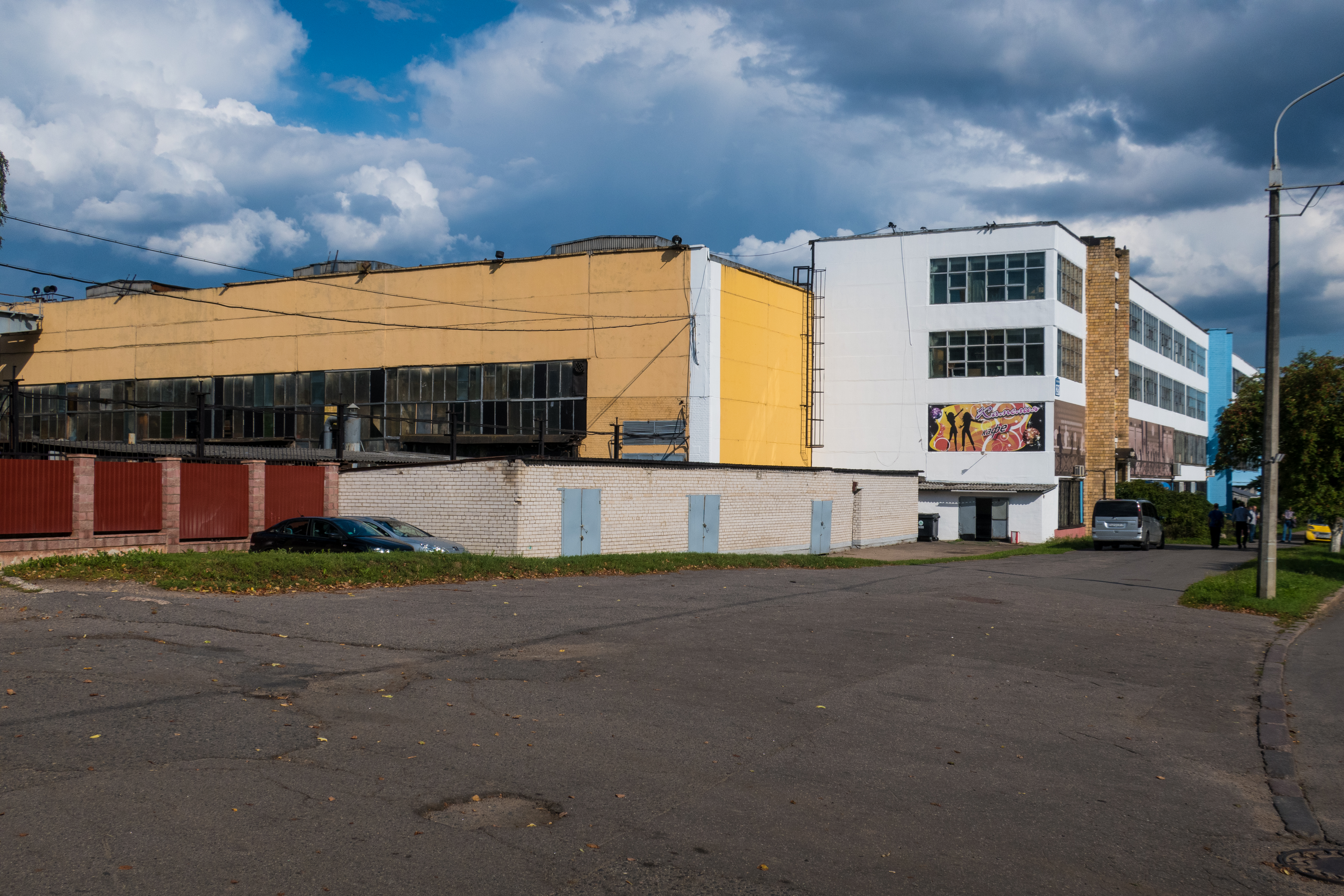
Станкостроительный завод им. Кирова

Промышленный потенциал района представляют 19 официально учитываемые предприятий, которые производят 23,7 % от общего объёма промышленного производства города Минска. Широкую известность не только в Беларуси, но и за её пределами имеют следующие предприятия: РУП «Минскэнерго», ОАО «Минск Кристалл» — управляющая компания холдинга «Минск Кристалл Групп», СОАО «Коммунарка», ОАО «Элема», СЗАО «Фидмаш», ОАО «МЗОР» — управляющая компания холдинга «Белстанкоинструмент», ОАО «Дрожжевой комбинат».
На территории района 14 промышленных предприятий, среди них наиболее крупные:
- ОАО «МЗОР»
- Минский станкостроительный завод им. С. М. Кирова,
- Мотовелозавод,
- Камвольный комбинат,
- Минское производственное швейное oбъединение имени Н. К. Кpупcкой (Минская швейная фабрика),
- Производственное объединение «Авторемонт»,
- Производственное объединение «Строймаш»,
- Кожзавод «Большевик»,
- Дрожжевой завод,
- Винно-водочный завод «Кристалл»,
- Кондитерская фабрика «Коммунарка».

## Транспортная система
Через Ленинский район проходит Автозаводская линия Минского метрополитена со станциями «Купаловская», «Первомайская» и «Пролетарская», а также станция «Октябрьская» Московской линии.
В районе проходит большое количество автобусных и троллейбусных маршрутов, по улицам Ульяновской (центр города), Плеханова, Якубова (Серебрянка) проложены трамвайные линии.